# Kloosters van Haghpat en Sanahin
De Kloosters van Haghpat en Sanahin (Armeens: Հաղպատավանք) zijn twee religieuze sites van de Armeens-Apostolische Kerk in de provincie Lori in Armenië.
Ze zijn gebouwd tijdens de heerschappij van de Kiurikiedynastie, stichters van het Koninkrijk Lori (10e tot 13e eeuw), en waren belangrijke centra om te leren. Het klooster van Sanahin in het bijzonder was bekend vanwege zijn school voor kalligrafie. De twee kloostercomplexen laten het beste zien van de Armeense architectuur uit die tijd.
De kloosters staan op de Werelderfgoedlijst.